# Riera de Sant Simó
La Riera de Sant Simó, o riera de Valldeix, limit entre Mataró i l'espai agrari periurbà de les Cinc Sénies, és un corrent fluvial del Maresme, que recull les aigües de diferents torrents del nord-est de Mataró, principalment del Torrent de Can Brugera i baixa pel polígon industrial de Mata-Rocafonda i l'Escorxador, passant per l'Ermita de Sant Simó, que li dona nom, fins a desembocar al Mar Mediterrani.